# Карабаджак, Туче
Тугче́ Карабаджа́к (тур. Tuğçe Karabacak; род. 9 февраля 1987, Ыспарта) — турецкая актриса

 кино и телевидения.

## Биография и карьера
Тугче Карабаджак родилась 9 февраля 1987 года в Ыспарте (Турция). Она окончила Университет Мармара, получив диплом дизайнера одежды.
В 2012 году Карабаджак начала сниматься в кино и сыграла в двух телесериалах — «Пропасть» (роль Селин) и «Голая правда» (роль Дерьи). В 2016 году она сыграла роль Дидем Ташкын в телесериале «Любовь не понимает слов». Всего сыграла около двадцати ролей в фильмах и телесериалах.

## Фильмография
| Год       |    | Русское название            | Оригинальное название | Роль                      |
| --------- | -- | --------------------------- | --------------------- | ------------------------- |
| 2012      | с  | Пропасть                    | Uçurum                | Селин                     |
| 2012      | мс | Голая правда                | Çıplak Gerçek         | Дерья                     |
| 2013      | ф  | Красная любовь              | Aşk Kırmızı           | Дерья                     |
| 2014      | с  | Курт Сеит и Александра      | Kurt Seyit ve Şura    | Нина Юлиановна Верженская |
| 2014      | с  | Реакция                     | Reaksiyon             |                           |
| 2015      | ф  | Призрак дяди                | Hayalet Dayı          | Айлин                     |
| 2015      | с  | Городские ангелы            | Şehrin Melekleri      | Лейла Куртоглу            |
| 2016      | с  | Любовь не понимает слов     | Aşk Laftan Anlamaz    | Дидем Ташкын              |
| 2017      | ф  | Почтовый ящик               | The Letter Box        |                           |
| 2017      | мс | 7 лиц                       | 7YUZ                  | Синем                     |
| 2017—2018 | с  | Бахтияр Олмез               | Bahtiyar Ölmez        | Чагла                     |
| 2018      | ф  | Сколько ты сможешь убегать? | Kaç Kaçabilirsen      | Вильдан                   |
| 2018      | с  | Большая большая ложь        | Koca Koca Yalanlar    | Суде                      |
| 2021      | с  | 50 квадратных метров        | 50m2                  | Озлем                     |
| 2021      | ф  | Замок                       | Kilit                 | хакер Барбарос            |
| 2022      | с  | Мечты и жизни               | Hayaller ve Hayatlar  | Селин                     |